# Gaziantep (province)
Pour la ville, voir Gaziantep.
La province de Gaziantep est une des 81 provinces (en turc : il, au singulier, et iller au pluriel) de la Turquie.
Sa préfecture (en turc : valiliği) se trouve dans la ville de Gaziantep.

## Géographie
Sa superficie est de 7 194 km2.
Elle est voisine de la Syrie.

## Population
Au recensement de 2007, la province était peuplée d'environ 1 560 043 habitants, soit une densité de population d'environ 217 hab./km2.
| 2000      | 2001      | 2002      | 2003      | 2004      | 2005      | 2006      |
| --------- | --------- | --------- | --------- | --------- | --------- | --------- |
| 1 292 817 | 1 330 205 | 1 366 581 | 1 403 165 | 1 441 079 | 1 480 026 | 1 519 905 |

| 2007      | 2008      | 2009      | 2010      | 2011      | 2012      | 2013      |
| --------- | --------- | --------- | --------- | --------- | --------- | --------- |
| 1 560 023 | 1 612 223 | 1 653 670 | 1 700 763 | 1 753 596 | 1 799 558 | 1 844 438 |

| 2014      | 2015      | 2016      | 2017      | 2018      | 2019      | 2020      |
| --------- | --------- | --------- | --------- | --------- | --------- | --------- |
| 1 889 466 | 1 931 836 | 1 974 244 | 2 005 515 | 2 028 563 | 2 069 364 | 2 101 157 |

| 2021      | 2022      | 2023      | - | - | - | - |
| --------- | --------- | --------- | - | - | - | - |
| 2 130 432 | 2 154 051 | 2 164 134 | - | - | - | - |

## Administration
La province est administrée par un préfet (en turc : vali).

## Subdivisions
La province est divisée en 10 districts (en turc : ilçe).